# Abborrtjärnen (Skellefteå socken, Västerbotten, 719680-170632)
Abborrtjärnen är en sjö i Skellefteå kommun i Västerbotten och ingår i Skellefteälvens huvudavrinningsområde. Sjön har en area på 0,335 kvadratkilometer och ligger 248,2 meter över havet.

## Delavrinningsområde
Abborrtjärnen ingår i det delavrinningsområde (719705-171049) som SMHI kallar för Mynnar i Skellefteälvens vattendragsyta. Medelhöjden är 234 meter över havet och ytan är 71,11 kvadratkilometer. Räknas de 39 avrinningsområdena uppströms in blir den ackumulerade arean 330,9 kvadratkilometer. Karsbäcken som avvattnar avrinningsområdet har biflödesordning 2, vilket innebär att vattnet flödar genom totalt 2 vattendrag innan det når havet efter 52 kilometer. Avrinningsområdet består mestadels av skog (75 procent) och sankmarker (12 procent). Avrinningsområdet har 0,96 kvadratkilometer vattenytor vilket ger det en sjöprocent på 1,4 procent.